# Ludwig Bechstein
Pour les articles homonymes, voir Bechstein (homonymie).
Ludwig Bechstein (Weimar, 24 novembre 1801 – Meiningen, 14 mai 1860) est un écrivain, bibliothécaire, archiviste, et collecteur de contes populaires allemand. Il est surtout connu pour ses recueils de contes 
Deutsches Märchenbuch (1845) et Neues Deutsches Märchenbuch (1856), qui représenteront, à leur époque, une concurrence sérieuse pour les Contes des frères Grimm.

## Biographie
Né à Weimar le 24 novembre 1801, il est le fils illégitime de Johanna Carolina Dorothea Bechstein et Hubert Dupontreau, un émigré français, qui disparaît avant même la naissance de l'enfant. Bechstein passe les neuf premières années de sa vie élevé dans des conditions économiques peu favorables. Sa situation ne s'améliore qu'en 1810, lorsqu'il est adopté par son oncle, Johann Matthäus Bechstein, naturaliste de renom, habitant Meiningen dans l'arrondissement de Schmalkalden-Meiningen en Thuringe. Il est envoyé à l'école et, en 1818, il devient apprenti-pharmacien.
De 1829 à 1831, Bechstein étudie la philosophie et la littérature à Leipzig et Munich, grâce à une bourse allouée par le duc Bernard II de Saxe-Meiningen, qui l'engage ensuite comme bibliothécaire, un poste qu'il occupe toute sa vie et qui, tout en lui assurant un salaire régulier, lui laisse la liberté de se concentrer sur ses propres centres d'intérêt, dont l’écriture.
En 1832 il épouse Caroline Wiskermann, de Oechsen. Ils ont un premier fils, Reinhold Bechstein, qui sera philologue et germaniste. Après la mort de Caroline, il se remarie en 1836 avec Thereze Schulz de Untermaßfeld, dont il a sept enfants, parmi lesquels Adolf Emil Ludwig Bechstein, dit aussi Ludwig Bechstein, né le 1er juillet 1843 à Meiningen, mort le 31 mai 1914 à Munich, peintre de scènes de genre, et illustrateur, notamment des frères Grimm.

## Œuvre
Ludwig Bechstein est l'auteur de nombreux ouvrages, qui lui valent un certain succès auprès ses contemporains. Son Deutsches Märchenbuch, lors de sa parution en 1845, sera même plus populaire que les Contes de l'enfance et du foyer des frères Grimm. Il publie plusieurs recueils de contes, mais aussi des romances, des poésies et des romans.
Liste d'œuvres
- 1823 : Thüringische Volksmärchen.
- 1826 : Sonettenkränze (qui attira sur lui l’attention du duc Bernhard).
- 1830 : Die Haimons-Kinder (poème épique).
- 1831 : Der Totentanz (poème épique).
- 1833 : Grimmenthal (roman).
- 1834 : Luther.
- 1835 : Der Sagenschatz und die Sagenkreise des Thüringerlandes (1835-1838).
- 1836 : Fahrten eines Musikanten (roman, 1836-1837).
- 1845 : Deutsches Märchenbuch (recueil de contes populaires allemand ; 41e éd., 1893).
- 1850 : Berthold der Student (roman).
- 1853 : Deutsches Sagenbuch.
- 1856 : Neues Deutsches Märchenbuch.
- 1858 : Thüringer Sagenbuch.
- 1860 : Thüringens Königshaus.

En français
- Ludwig Bechstein (trad. de l'allemand par et édition de Claude Lecouteux et Corinne Lecouteux), Le Livre des contes, Paris, José Corti Éditions, coll. « Merveilleux » (no 45), 2010, 400 p. (ISBN 978-2-7143-1045-3)